# Blériot I
O Blériot I, projeto de Louis Blériot, foi na verdade um Ornitóptero do qual foi feito um modelo em escala mas não chegou a se tornar uma realidade prática.

## Histórico
Em 1900, Blériot construiu um modelo de 1,5 m de envergadura desse seu projeto que era equipado com um motor movido à ácido carbônico, e no ano seguinte iniciou a construção da versão em escala natural. Depois de construir três motores que acabaram explodindo, ele desistiu do projeto, apesar do modelo aparentar ser promissor.